# Bowā-ye Soflá
Bowā-ye Soflá (persiska: بُوای پائين, بُوا, بابا, بابا خانِه, بوای سفلی, Bowā-ye Pā’īn) är en ort i Iran.   Den ligger i provinsen Kohgiluyeh och Buyer Ahmad, i den centrala delen av landet, 600 km söder om huvudstaden Teheran. Bowā-ye Soflá ligger 767 meter över havet och antalet invånare är 232.
Terrängen runt Bowā-ye Soflá är platt åt nordost, men åt sydväst är den kuperad.Runt Bowā-ye Soflá är det ganska glesbefolkat, med 47 invånare per kvadratkilometer. Närmaste större samhälle är Dehdasht, 8,7 km öster om Bowā-ye Soflá. Omgivningarna runt Bowā-ye Soflá är i huvudsak ett öppet busklandskap.